# 第一頸神經
第一頸神經（Cervical spinal nerve 1, C1）是頸節脊神經的第一個分支，發源於寰椎（Atlas, C1）上方，主要承載運動纖維，但也有部分負責硬腦膜與枕骨大孔感覺的腦膜支。此外，第一頸神經可能完全沒有背根或背根神經節。
C1與C2共同組成一個肌節，負責點頭與抬頭。

## 腹枝
第一頸神經腹枝與其他頸神經的腹枝共同組成頸神經叢（Cervical plexus）。

### 經舌下神經支配
- 頦舌骨肌（英语：Geniohyoid muscle）[2][3][4]
- 甲舌骨肌（英语：Thyrohyoid muscle）[5][6][7]

### 經頸襻支配
- 肩胛舌骨肌（英语：Omohyoid）
- 胸舌骨肌（英语：Sternohyoid）

### 其他
- 頭前直肌（英语：Rectus capitis anterior muscle）
- 頭側直肌（英语：Rectus capitis lateralis muscle）
- 頭長肌（英语：Longus capitis muscle）：部分支配
- 頸夾肌（Splenius cervicis）：可能部分支配
- 提肩胛肌（英语：levator scapulae muscle）：可能部分支配

## 背枝
第一頸神經背枝又稱枕下神經，支配枕下肌群。
- 頭後小直肌（英语：Rectus capitis posterior minor muscle）
- 頭後大直肌（Rectus capitis posterior major）
- 頭上斜肌（英语：Obliquus capitis superior muscle）
- 頭下斜肌（英语：Obliquus capitis inferior muscle）